# Nothophila nebulosa
Nothophila nebulosa är en tvåvingeart som beskrevs av Edwards 1922. Nothophila nebulosa ingår i släktet Nothophila och familjen småharkrankar. Inga underarter finns listade i Catalogue of Life.